# Tantra in Tibet (könyv)
A Tantra in Tibet (magyarul: A tantra Tibetben) a 14. dalai láma, Tendzin Gyaco jóváhagyásával készült könyv, amelyben a tibeti tanító felfedi az olvasó előtt a spirituális fejlődés tudományának gyakorlatiasságát és együtt érző mivoltát. A három részből álló könyvben a dalai láma olyan témákat tárgyal, mint a tantragyakorlat, a menedékvétel, a hármas ösvény, a mantra hatalmassága, a tiszta fény vagy a buddhista beavatás. A tantráról szóló klasszikus szövegek közül az egyik legfontosabb a Congkapa által írt A tantrák terjedelmes magyarázata. Ebben megtalálhatók a buddhista tantrarendszerekben szereplő legfőbb jellemvonások, illetve a különbség a szútra és a tantra között. Ebben a kötetben Congkapa elmagyarázza az buddhasághoz vezető ösvényt, a vadzsra járművet, az istenség-jógát és a négy tantrában szereplő módszert. A függelékben Jeffrey Hopkins rövid magyarázatot ad az ürességről, az átváltozásról, illetve a négy tantra céljáról. Shambala kiadó által megjelentetett könyv a Wisdom of Tibet (magyarul: Tibet bölcsessége) című sorozat része.

## Tartalma
A könyv három részből áll. Az Essence of Tantra (magyarul: a tantra lényege) a spirituális fejlődés tudományának gyakorlati és együttérzéssel teli használatát fedi fel fontos buddhista fogalmak magyarázata mellett, úgy mint tantra gyakorlatok, menedékvétel, három ösvény, mantra, tiszta fény és kezdeményezés. A második rész Congkapa The Great Exposition of Secret Mantra című művének első része, amely bemutatja – többek között – a tantra és a szútra közötti különbséget. Congkapa ezen felül leírja a buddhasághoz vezető ösvényt, a vadzsra járművet, az istenség jógát és a négy tantra módszerét. A Jeffrey Hopkins által írt kiegészítőben a néhány fogalmat magyaráz el röviden a nyugati olvasó számára – súnjata (üresség) és a négy tantra célja.